# Musher
Un musher, parfois aussi dénommé meneur de chiens, ou pilote d’attelage, est un conducteur de traîneau à neige tiré par un attelage de chiens.

## Origine du mot
Le mot « musher » viendrait du français du XVIIIe siècle « marche ». Les conducteurs canadiens anglophones l'anglicisèrent lentement en « mush ».

## Course de chiens de traîneaux
Les mushers peuvent se confronter lors de compétitions sportives, les courses de chiens de traîneaux. Ils doivent se présenter avec un équipage minimum de deux chiens, en tout cas lors des courses en France. Et ils ne peuvent pas changer leurs chiens pendant la course.

## Galerie photo

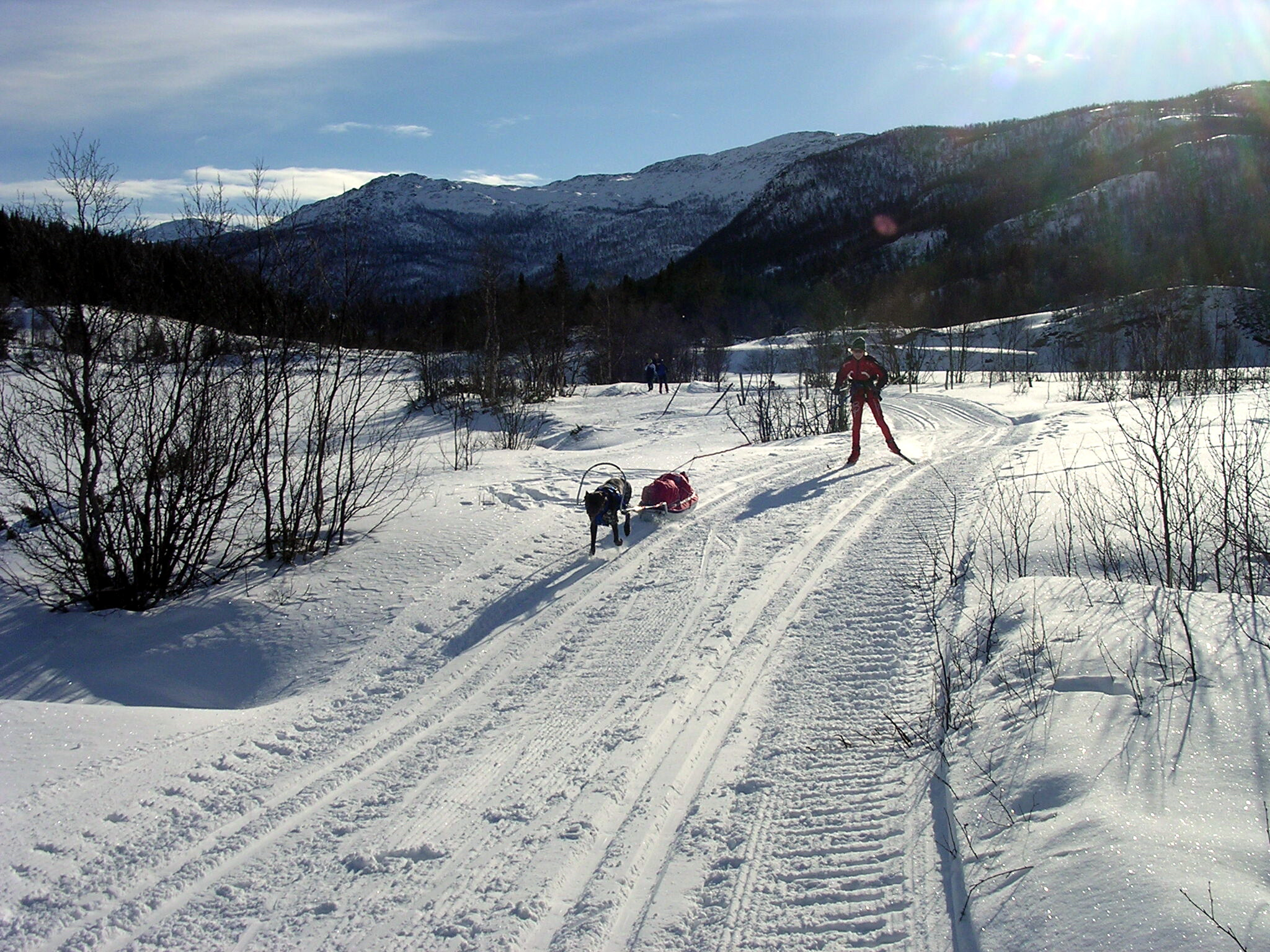
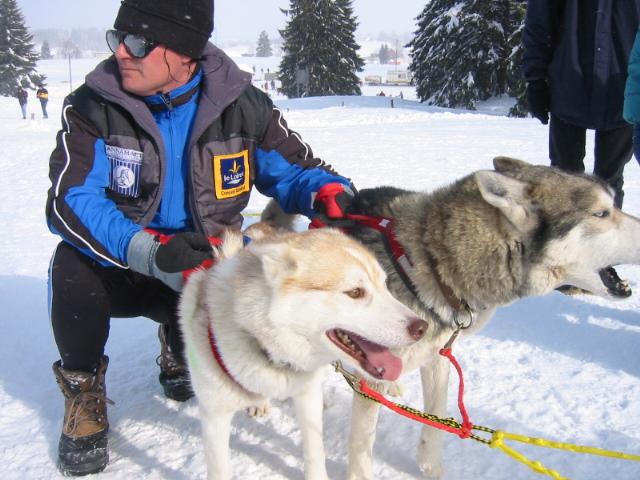
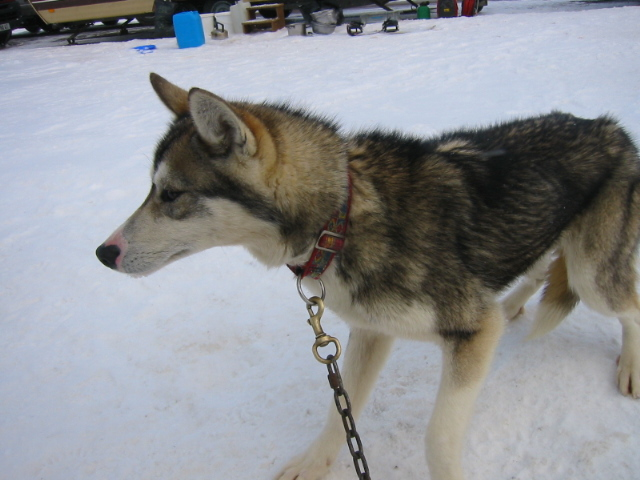
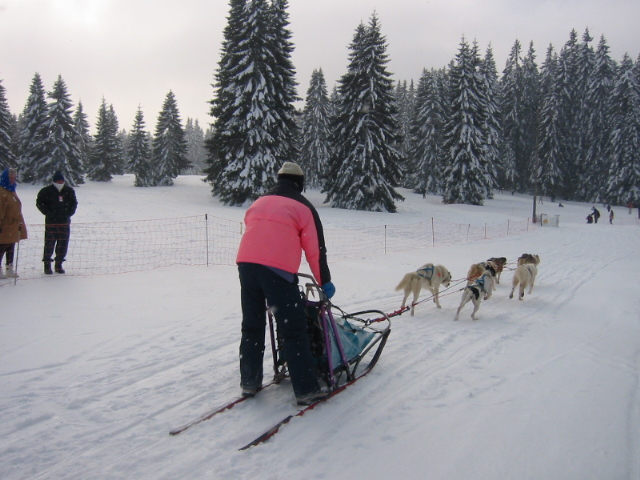
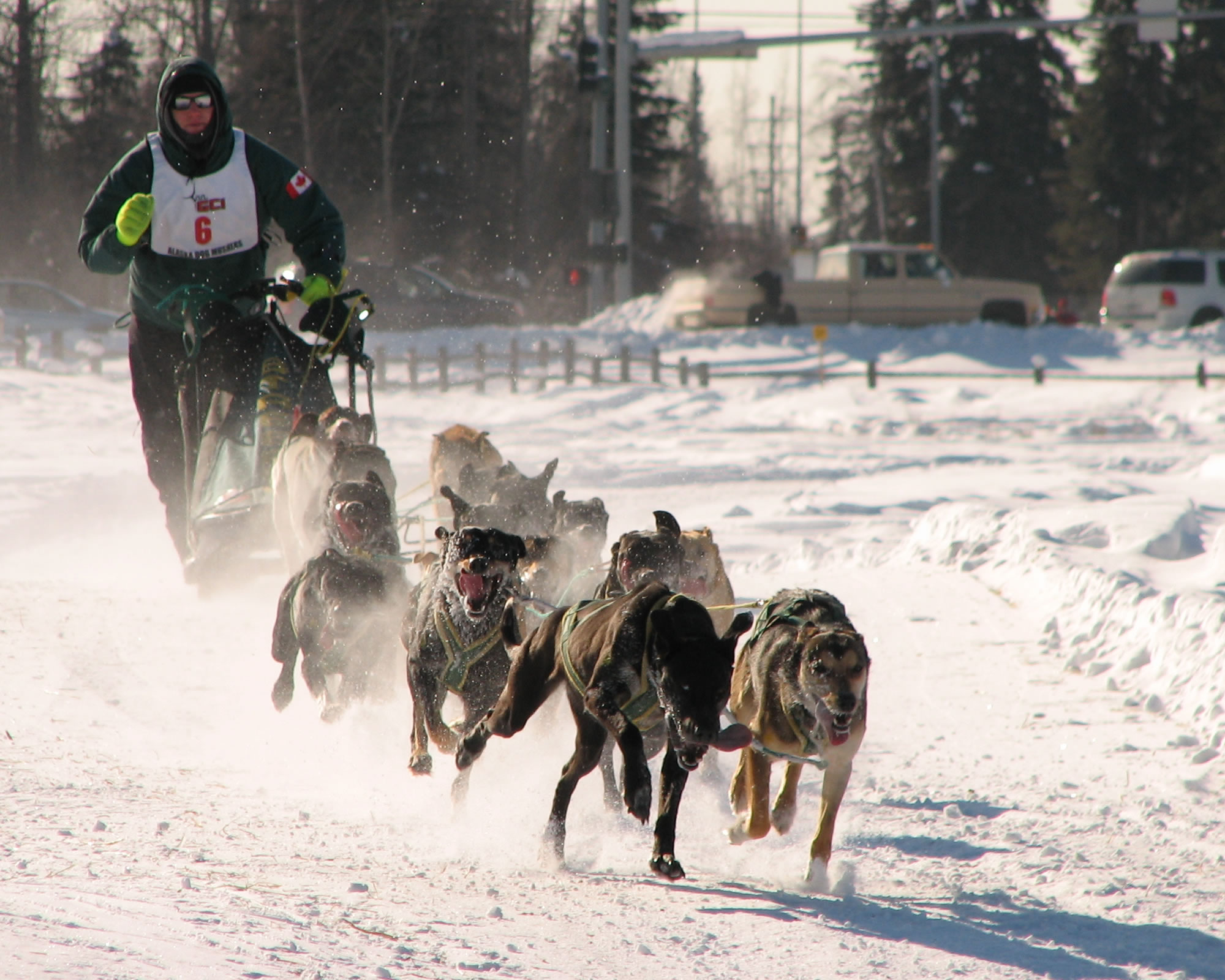
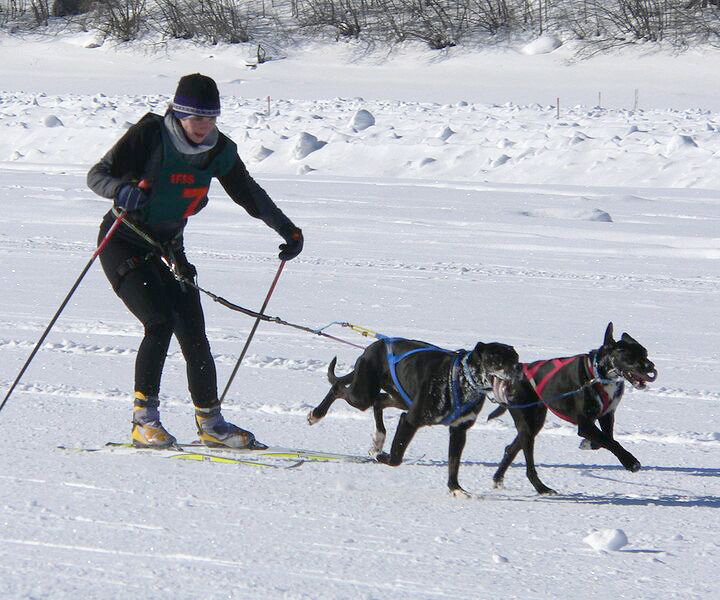
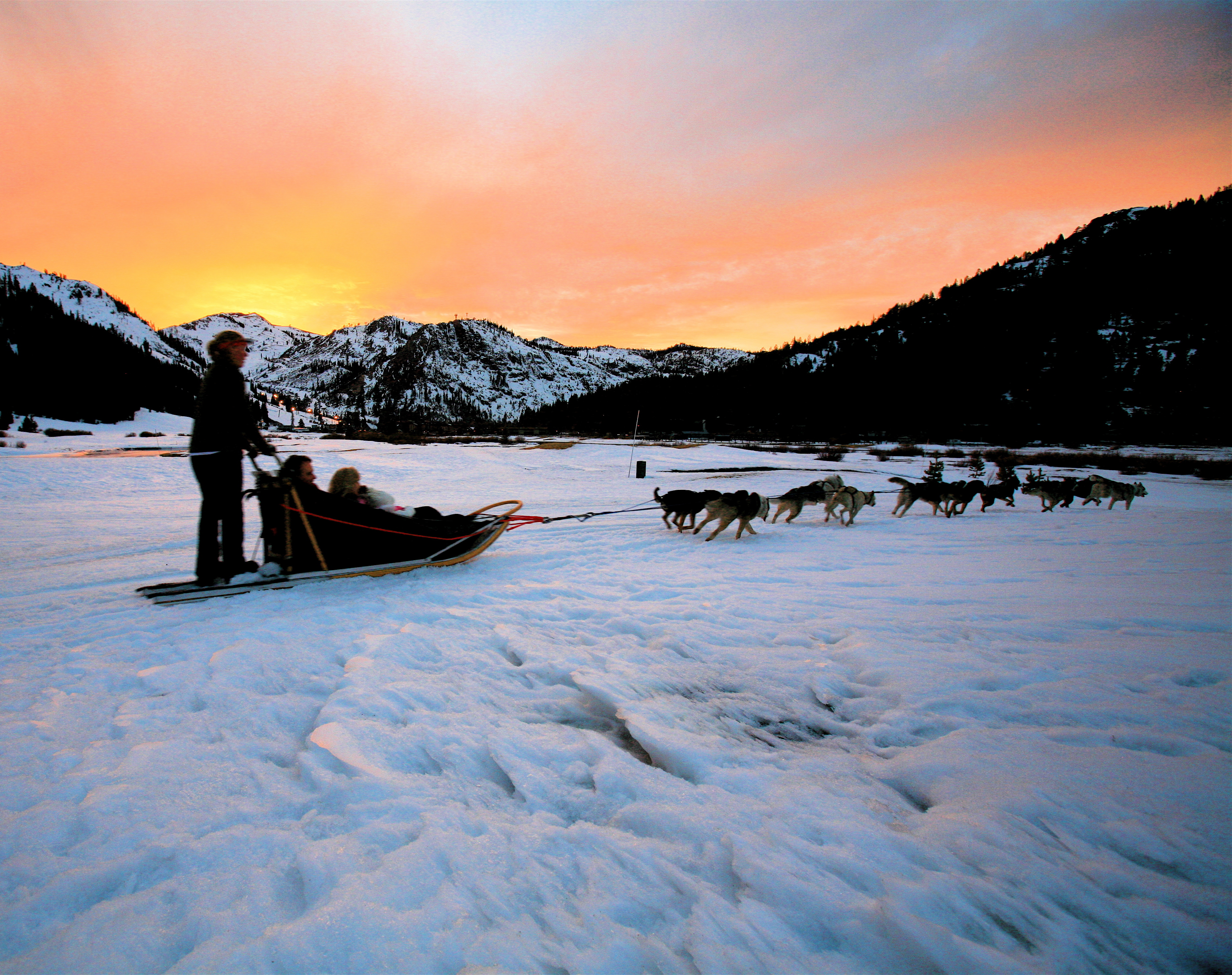
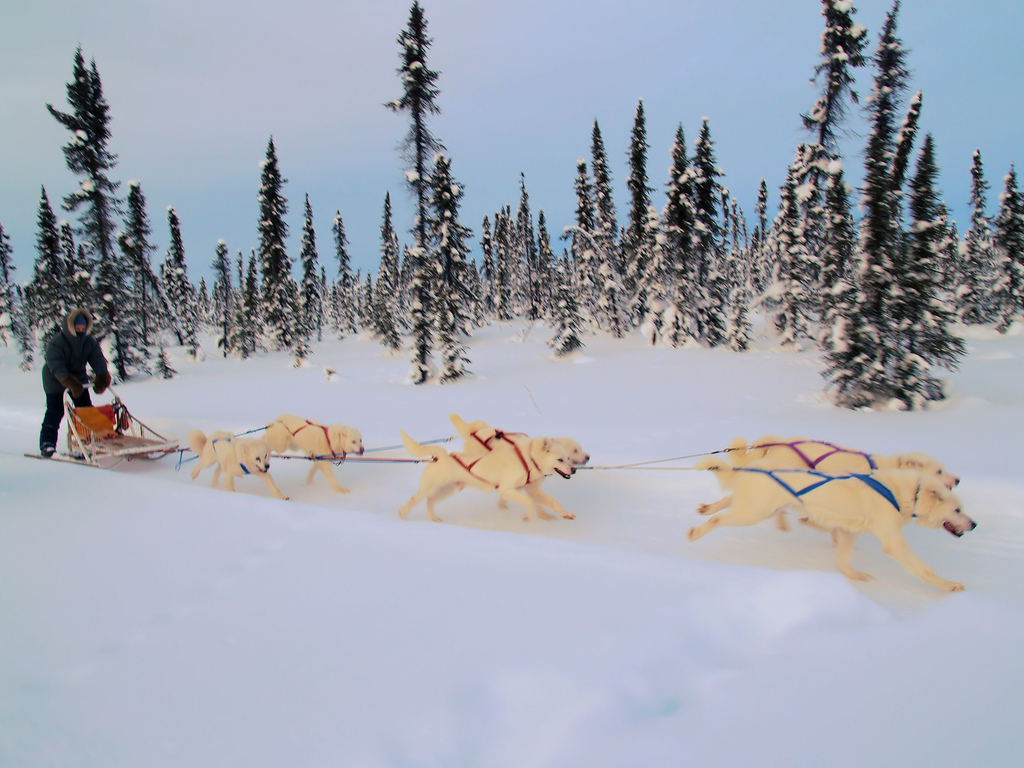

## Exemples de personnalités ayant été musher
- Scotty (Alec) Allan : vainqueur de l'Alaska Sweepstake Race en 1909, 1911 et 1912 et formateur pour le régiment des chasseurs alpins durant la Première Guerre mondiale
- Philippe Nikititch Ardeev
- Lance Mackey (en) : vainqueur des éditions 2007, 2008, 2009 et 2010 de l'Iditarod Trail Sled Dog Race et des éditions 2005, 2006, 2007 et 2008 de la Yukon Quest
- Nicolas Vanier
- Norman Vaughan
- Paul-Émile Victor
- Christian Taveau (champion du monde français en 2009)
- Leonhard Seppala
- Gunnar Kaasen
- Dallas Seavey